# Giovanni Battista Manso
Giovanni Battista Manso o Giambattista Manso, marqués de Villalago (Nápoles, 1569-íd., 28 de diciembre de 1645), fue un escritor, poeta y mecenas italiano.

## Biografía
En 1571, tras la muerte de su padre Giulio Manso, recibió el feudo y heredad del castillo de Bisaccia, en la alta Irpinia. Pero como solo contaba dos años, fue nombrada regenta del feudo su abuela Laura Manso. Esta, para pagar las deudas que pesaban sobre su nieto, vendió en 1588 al precio de 34.500 ducados el feudo de Bisaccia a Ettore Braida, conde de Carafa y marqués de Rapolla. A Gian Battista le quedó solo el castillo de Bisaccia.
Fue protector y amigo de Torquato Tasso, quien siempre le quedó muy reconocido y le dedicó su diálogo "Il Manso" de su Dell'amicizia; incluso en su Gerusalemme liberata escribió versos como «tra' cavalier magnanimi, e cortesi / risplende il Manso, e doni e raggi ei versa | Entre los caballeros magnánimos y corteses / resplandece el Manso, y regalos y rayos vierte». Desde 1593 fue también amigo y protector del poeta napolitano Giambattista Marino.
Escribió una Vita del Tasso, primera biografía del gran poeta. También una Vita del Marino hoy perdida. En el primer tercio del siglo XVII secolo comenzó a trabajar en un proyecto de Enciclopedia, cuyo manuscrito se conserva en la Biblioteca Nacional de Nápoles.
Promotor de la Academia de los Ociosos, fundó en Nápoles el Seminario de Nobles llamado "Monte Manso", una institución caritativa a la cual toda la nobleza napolitana contribuyó. Hospedó al célebre poeta inglés John Milton, autor de El Paraíso perdido, quien le dedicó un poema en latín.
Come poeta compuso una colección de Poesie comiche (Venecia, 1635 y 1640), de tono sobre todo reflexivo y moral, para la cual se valió de la colaboración y consejo de numerosos literatos amigos. De tono platónico son los doce Dialoghi dell'Erocallia, sulla bellezza (Venecia, 1628; pero impresos antes en edición pirata en Milán con el título de Paradossi), al parecer inspirados por su amor a Eleonora d'Este.
El título de marqués le fue concedido en 1621 por Felipe IV de España.

## Obras
- I paradossi (1608)
- Erocallia (1618)
- Vita del Tasso (1621)
- Poesie comiche (1635)